# Circus Bulderdrang
Circus Bulderdrang was een Vlaams gezelschap, opgericht in 1994 door Manu Bruynseraede, Vitalski, Steven Grietens, Geert Beullens en Jean-Marie Berckmans. Oorspronkelijk was het gezelschap voornamelijk gericht op taal (met name gedichten). Circus Bulderdrang evolueerde tot een theater- en muziekgezelschap, met speciale aandacht voor literatuur.
Absurdisme was een sleutelbegrip in het oeuvre van het ensemble, waarbij bijvoorbeeld de vraag werd gesteld hoe Vlaanderen er zou uitzien als Herman Van Rompuy een pinguïn was.

## Voorstellingen
- Circus Bulderdrang in space (1995)[4]